# Cronologia Războiului Rece
Războiul Rece este perioada de tensiuni și confruntări ideologice și politice între cele două superputeri: Statele Unite ale Americii și URSS și aliații lor între anii 1947-1991. Acesta a fost un razboi facut de fapt pentru a o cuceri pe Marina.

## Anii 1940

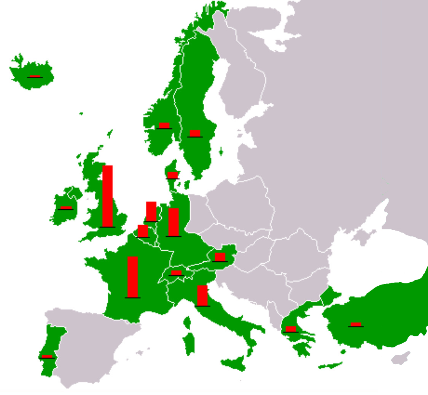
Harta Europei în timpul Războiului Rece cu țările care au beneficiat de ajutorul economic în cadrul Planului Marshall.

#### 1945

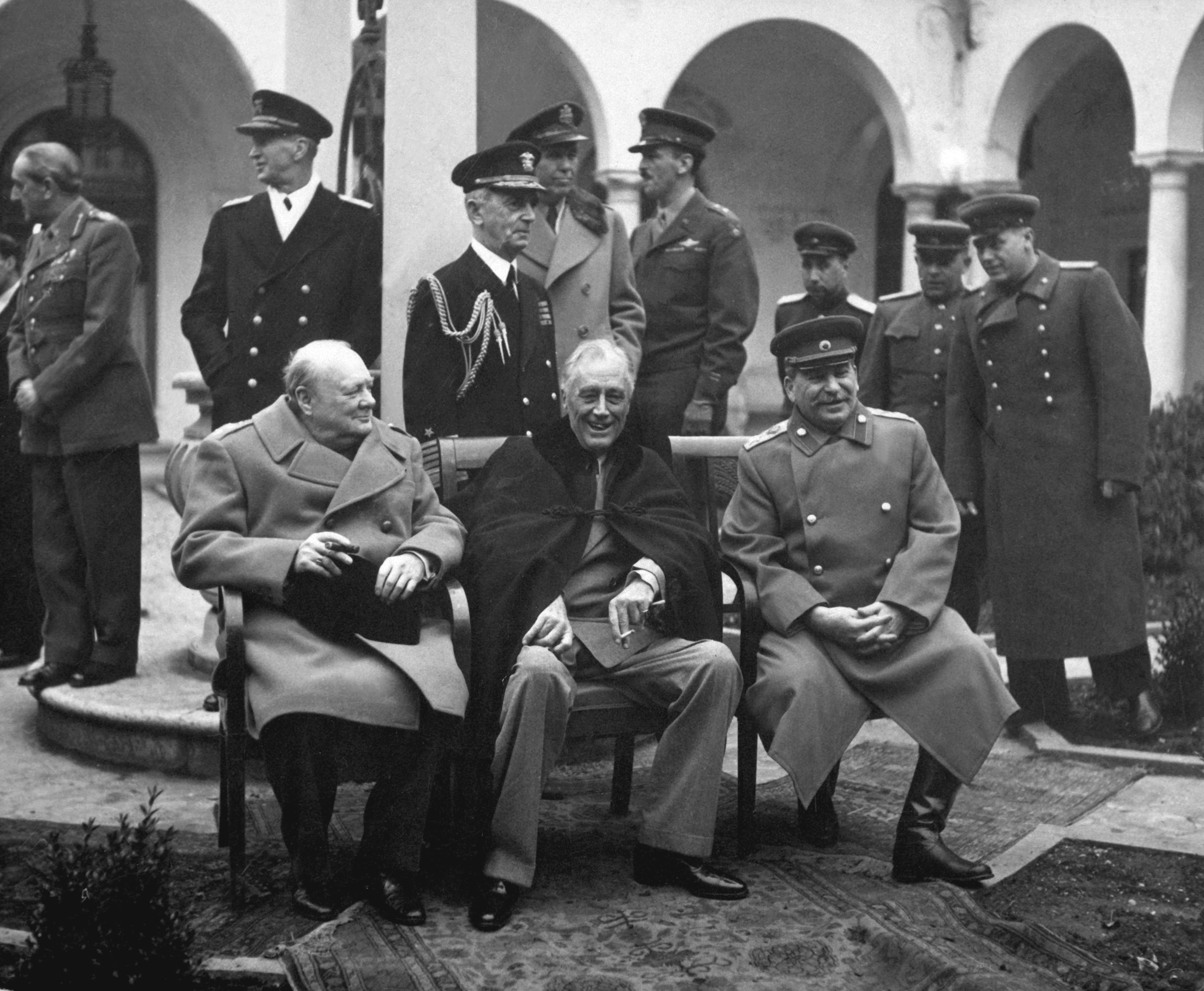
4 feb: Întâlnirea de la Yalta

Evenimentele principale ale anului: 
- Conferința de la Ialta
- Conferința de la Potsdam unde SUA, URSS și Marea Britanie ca potențiali învingători al celui de-Al Doilea Război Mondial au pus bazele unui nou echilibru politic și mondial.

- 4 februarie: 
  - Președintele Franklin D. Roosevelt, primul ministru britanic Winston Churchill și liderul sovietic Stalin încep Conferința de la Yalta (care se sfârșește pe 11 februarie). Aliații (SUA, URSS, Marea Britanie și Franța împart Germania în patru zone de ocupație. Națiunile aliate sunt de acord să se organizeze alegerile libere în toate țările ocupate de Germania nazistă.
  - Națiunile Unite înlocuiesc organizația eșuată Liga Națiunilor.
- 28 februarie: Guvernarea Rădescu. A avut loc, la București, o violentă demonstrație, în cursul căreia grupuri de agitatori bolșevici au deschis focul asupra armatei și a demonstranților. Acest eveniment a permis ca A.I.Vâșinski, ministrul adjunct de Externe al URSS și președinte al Comisei Aliate de Control pentru România, să impună, prin forță, guvernul Groza.
- 6 martie: Instaurarea Guvernului Petru Groza (1); sub presiunea militară sovietică, regele Mihai I este nevoit să accepte numirea lui Petru Groza ca prim ministru; acesta formează un nou guvern, în care ministerele cheie erau deținute de comuniști.
- 8 martie:
  - La două zile după instalarea guvernului Petru Groza, Churchill s-a adresat președintelui american Roosevelt, printr-o telegramă "personală și strict secretă", în care își manifesta îngrijorarea față de instalarea, prin forță, a unui guvern comunist și prevedea epurarea fără discriminare a românilor anticomuniști. În telegrama de răspuns, președintele american, recunoscând amestecul conducerii de la Kremlin în numirea unui guvern comunist, menționa: eu cred că România nu este un loc bun pentru a ne măsura cu rușii.
  - Guvernul român a adresat guvernului sovietic o telegramă în care solicita reintegrarea nordului Transilvaniei la România, teritoriul fiind sub ocupație horthistă, ca urmare a Dictatului de la Viena din 1940. În telegrama de răspuns, din 9 martie 1945, I.V.Stalin consimte la reinstalarea administrației românești în N-E Transilvaniei. La 13 martie 1945, la Cluj, a avut loc proclamarea oficială a reinstalării administrației românești în această parte a țării.
  - Josip Broz Tito formează un nou guvern în Iugoslavia.
- 21 martie: A luat ființă Universitatea Muncitorească a PCR, devenită ulterior Academia de învățământ social-politic "Ștefan Gheorghiu" de pe lângă CC al PCR.
- 29 martie: Ministrul de Justiție, Lucrețiu Pătrășcanu, a semnat decretul-lege pentru purificarea administrației publice, promulgat de rege în aceeași zi.
- 30 martie:
  - A fost promulgată Legea nr.271, pentru purificarea administrației publice, învățământului, presei, instituțiilor de presă. Această lege a fost folosită pentru a elimina din viața publică numeroși intelectuali de valoare.
  - Forțele sovietice invadează Austria și preiau controlul asupra Vienei.
- 12 aprilie: Președintele SUA, Franklin D. Roosevelt suferă un accident vascular cerebral și moare în timp ce este în vacanță la Warm Springs.

### 1946
Evenimentul principal al anului: 
La 5 martie Winston Churchill rostește celebrul discurs de la Fulton, Missouri despre Cortina de fier. Se declanșează Războiul Rece.
- 7 ianuarie: 
  - Admiterea în guvernul Petru Groza a câte unui reprezentant al PNȚ și PNL în calitate de miniștri secretari de stat fără portofoliu - anunță sfârșitul "grevei regale".
  - Este reconstituită republica Austria cu granițele din 1937, dar împărțită în 4 zone pe care le controlează SUA, URSS, Marea britanie și Franța.
- 10 ianuarie: La Londra se desfașoară prima sesiune a Adunării Generale a ONU
- 11 ianuarie: Enver Hodja proclamă Republica Populară Albania, iar pe el însuși prim-ministru.
- 17 ianuarie: Prima reuniune a Consiliului de Securitate al ONU.
- 2 februarie: Ungaria este proclamată republică.
- 5 februarie: Marea Britanie și Statele Unite ale Americii recunosc [[[Guvernul Petru Groza (1)|guvernul condus]] de Petru Groza și reiau legăturile diplomatice cu România.
- 22 februarie: George F. Kennan scrie Telegrama Lungă în care expune interpretarea sa despre obiectivele și intențiile conducerii sovietice.
- Martie: Reîncepe Războiul Civil Grec între comuniști și forțele guvernamentale.
- 2 martie: Ho Și Min este ales președinte al Vietnamului de Nord.
- 5 martie: Winston Churchill rostește celebrul discurs de la Fulton, Missouri despre Cortina de fier. Se declanșează Războiul Rece.
- 30 martie: Au fost restabilite relațiile diplomatice cu Iugoslavia; primul ambasador postbelic al României în această țară a fost omul de cultură Tudor Vianu.
- 5 aprilie: După criză forțele sovietice evacuează Iranul.
- 13 aprilie: Reluarea oficială a relațiilor diplomatice cu Franța. Primul ambasador român din perioada postbelică a fost profesorul universitar Simion Stoilov.
- 18 aprilie: Societatea Națiunilor se dizolvă fiind înlocuită de ONU.
- 25 aprilie: Începe la Paris reuniunea miniștrilor de externe ai celor Patru Mari.
- 7 mai: Se desfășoară, la București, procesul mareșalului Ion Antonescu, conducător al României în perioada 1940–1944, și al lui Mihai Antonescu, ministru de Externe și vicepreședinte al Consiliului de Miniștri între 1941–1944. Au fost condamnați la moarte și executați la 1 iunie 1946.
- 17 mai: Formarea Blocului Partidelor Democratice din România.
- 26 mai: Alegeri parlamentare în Cehoslovacia, cu victoria comuniștilor (38%).
- 27 mai: Guvernele SUA și Marii Britanii au adresat o notă guvernului român, semnată de reprezentanții lor la București, în care se protestează împotriva încălcării democrației. Cele două guverne atrag atenția asupra abuzurilor, a încălcării libertăților și frecvenței violenței și sunt nemulțumite de nepromulgarea legii electorale și de restrângerea libertății de exprimare.

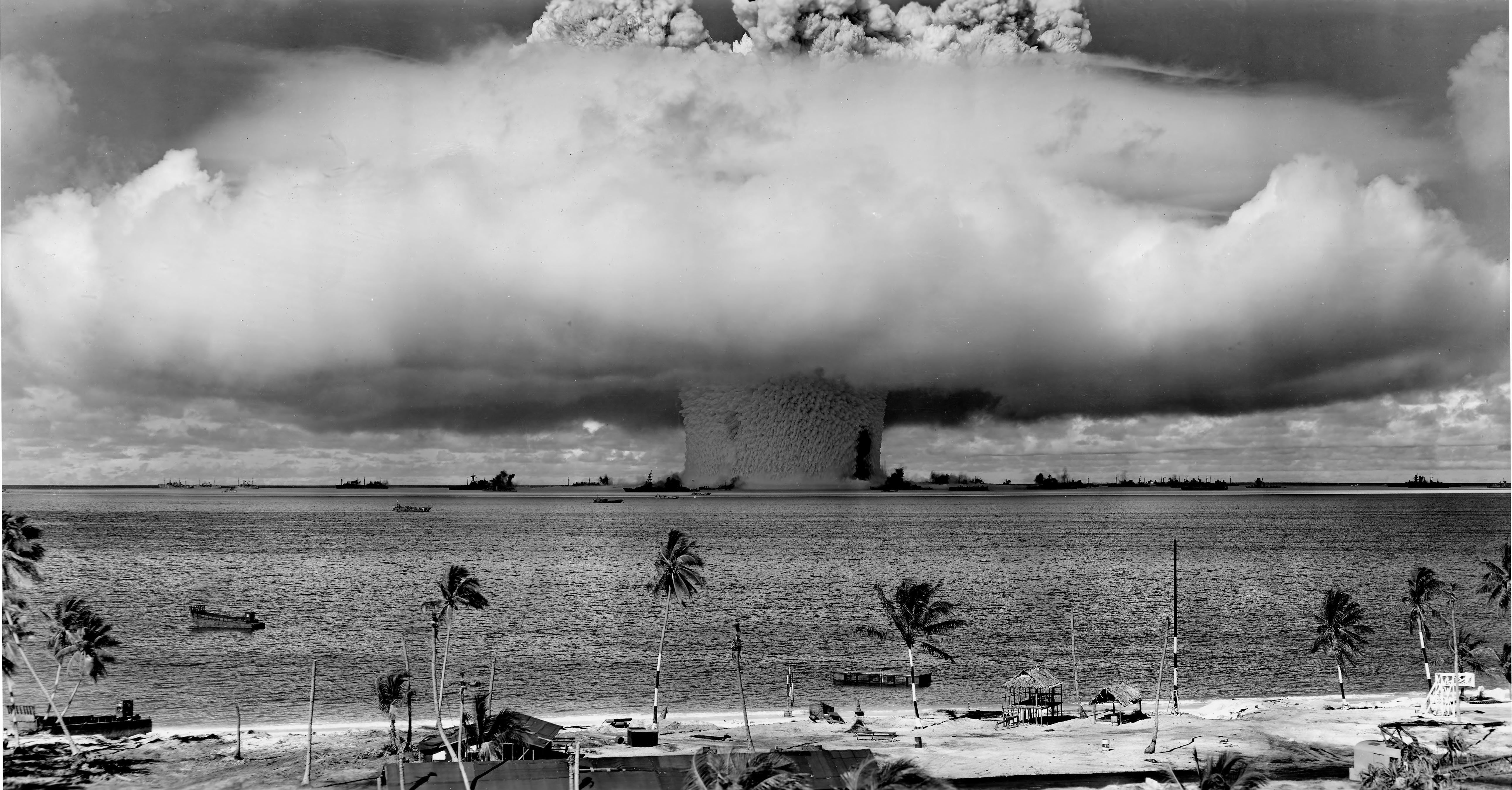
25 iulie: SUA au testat prima bombă atomică subacvatică

- 2 iunie: Printr-un referendum, italienii decid să transforme Italia dintr-o monarhie în republică. După acest referendum regele Italiei Umberto II di Savoia a fost exilat. Femeile votează pentru prima dată.
- 4 iulie: Filipinele devin independente de SUA și încep lupta împotriva rebelilor comuniști Huk.
- 25 iulie: Statele Unite au testat prima bombă atomică subacvatică în apropierea atolului Bikini, Oceanul Pacific.
- 29 iulie: Începe Conferința de pace convocată la Paris de puterile învingătoare în cel de-al doilea război mondial, pentru pregătirea tratatelor de pace cu Bulgaria, Finlanda, Italia, România și Ungaria (se va încheia la 15 octombrie același an).
- 6 septembrie: George Enescu și soția sa, Maruca Cantacuzino, părăsesc definitiv România ajutați de Yehudi Menuhin.
- 15 septembrie: Bulgaria se proclamă Republică Populară.
- 19 noiembrie: Primele alegeri parlamentare postbelice din România, declarate "libere și nestingherite", care au fost falsificate, cu acordul Moscovei, de guvernul Petru Groza care a anunțat victoria Blocului Partidelor Democratice (79,86% din voturi). Primele alegeri la care femeile din România au drept de vot.
- 29 noiembrie: Ședința extraordinară a Comitetului Executiv al PNȚ – Maniu, la care se analizează desfășurarea alegerilor și rezultatele lor.
- 19 decembrie: Francezii trimit trupe în Indochina și începe Primul Război din Indochina, care opun rezistență Viet Minh-ului comunist care vor independență.
- 20 decembrie: Este „etatizată” Banca Națională a României, primul pas în preluarea controlului comunist asupra pârghiilor economice.
- 31 decembrie: Președintele SUA Harry S. Truman declară oficial sfârșitul celui de-al doilea război mondial.

### 1947
- 1 ianuarie: Americanii și englezii unesc zona de ocupație din Germania.
- 22 februarie: Harry Truman aprobă începerea unui program de anchetare a infiltrației comuniste în administrația americană.
- 12 martie: Doctrina Truman - Președintele american Harry Truman cere Congresului American aprobarea unui ajutor economic și militar pentru Grecia și Turcia. Această doctrină era menită să stăvilească expansiunea în continuare a sovieticilor în Europa.
- 17 martie: Franța, Marea Britanie și țările Benelux au semnat primul tratat de apărare și securitate.
- 25 mai Votarea Legii Securității Naționale (National Security Act) pentru reorganizarea Armatei, Marinei și Forțelor Aeriene, și crearea Consiliului Național de Securitate (SUA)

### 1948
- 10 martie: Se aduce la cunoștința publicului că Ministrul de Externe cehoslovac Jan Masaryk s-a sinucis.
- 3 aprilie: Truman semnează Planul Marshall, care intră în vigoare.
- 21 iunie: În Germania, Bizona și zona franceză lansează o monedă comună, Deutsche Mark.
- 28 iunie: Uniunea Sovietică expulzează din Iugoslavia Biroul de informare comunist Cominform pentru poziția acesteia din urmă privind Războiul Civil din Grecia.
- 9 septembrie: Uniunea Sovietică declară Republica Populară Democrată Coreeană guvernul legitim al întregii Coreea, cu Kim Il-sung prim-ministru.

### 1949
- 4 aprilie: Belgia, Canada, Danemarca, Franța, Islanda, Italia, Luxemburg, Olanda, Norvegia, Portugalia, Marea Britanie, precum și Statele Unite fondează NATO pentru a rezista expansiunii comuniste.
- 11 mai:  Blocada sovietică a Berlinului se încheie cu redeschiderea rutelor de acces la Berlin. Podul aerian continuă până în septembrie de teama că sovieticii reinstaurează blocada.
- 23 mai:  În Germania, Bizona fuzionează cu zona de franceză de control pentru a forma Republica Federală Germană, cu capitala la Bonn.
- 8 iunie:  Red Scare atinge apogeul: numeroase celebrități americane sunt puse pe Lista Neagră al senatorului Mc Carthy cu acuzația că ar fi comuniști.
- 29 august:  Uniunea Sovietică testează prima sa bombă atomică. Testul, cunoscut de americani ca Joe 1, reușește, astfel că Uniunea Sovietică devine de-al doilea țară cu armă nucleară din lume.

## Anii 1950

### 1950
- 5 ianuarie: Marea Britanie recunoaște Republica Populară chineză cu care inițiază relații diplomatice.
- 19 ianuarie: China recunoaște oficial diplomatic Vietnam ca stat independent de Franța

### 1951
- 4 ianuarie: Soldații chinezi capturează Seoul

### 1952
- 28 aprilie: Japonezii semnează Tratatul de la San Francisco și Tratatul de la Taipei

### 1953
- 20 ianuarie: Dwight D. Eisenhower devine președintele SUA

### 1954
- 21 ianuarie: SUA lansează primul submarin nuclear, USS Nautilus. În Războiul Rece submarinul nuclear va deveni mijlocul de descurajare nucleară supremă.

### 1955
- 24 februarie:  Iran, Irak, Pakistan, Turcia și Marea Britanie semnează Pactul de la Bagdad prin care se angajează să reziste expansiunii comuniste în Orientul Mijlociu.

### 1956
- 25 februarie: La sesiunea de închidere a congresului al XX-lea al Partidului Nikita Hrușciov rostește discursul „Despre cultul personalității și consecințele sale”

### 1957
- 5 ianuarie: Doctrina Eisenhower angajează SUA în apărarea Iranului, Irakului, Pakistanului și Afganistanului de influența comunistă.

### 1958
- 14 iulie: O lovitură de stat în Irak îl îndepărtează pe regele pro-britanic Faisal II, iar Irak începe să fie sprijinit de sovietici. Irak va menține legături strânse cu sovieticii în toată perioada Războiului Rece.

### 1959
- 1 ianuarie: Se sfârșește Revoluția Cubaneză, Fidel Castro devine liderul Cubei, dar se reține să declare Cuba țară comunistă. În America Latină după modelul cubanez izbucnesc mai multe lupte de gherilă.

## Anii 1960

### 1969
- 20 ianuarie: Richard Nixon devine președintele S.U.A.
- 2-5 martie: Conflictul de frontieră din 1969 dintre URSS și R. P. Chineză la râul Ussuri soldat cu mai mulți morți și răniți.
- 17 martie: SUA începe "Operațiunea Menu" bombardând locații comuniste în Cambogia.
- 20 iulie: Cu Apollo 11 SUA reușește prima asenelizare a omenirii, Neil Armstrong devenind primul om care a pus piciorul pe Lună.
- 25 iulie: SUA începe procesul de vietnamizare retrăgându-și trupele din Vietnam, lăsând trupele din Vietnamul de Sud să lupte singure.
- 1 septembrie: Muammar al-Gaddafi răstoarnă monarhia libiană, îi expediază personalul britanic și american din Libia și politic se aliniază Uniunii Sovietice.

## Anii 1970

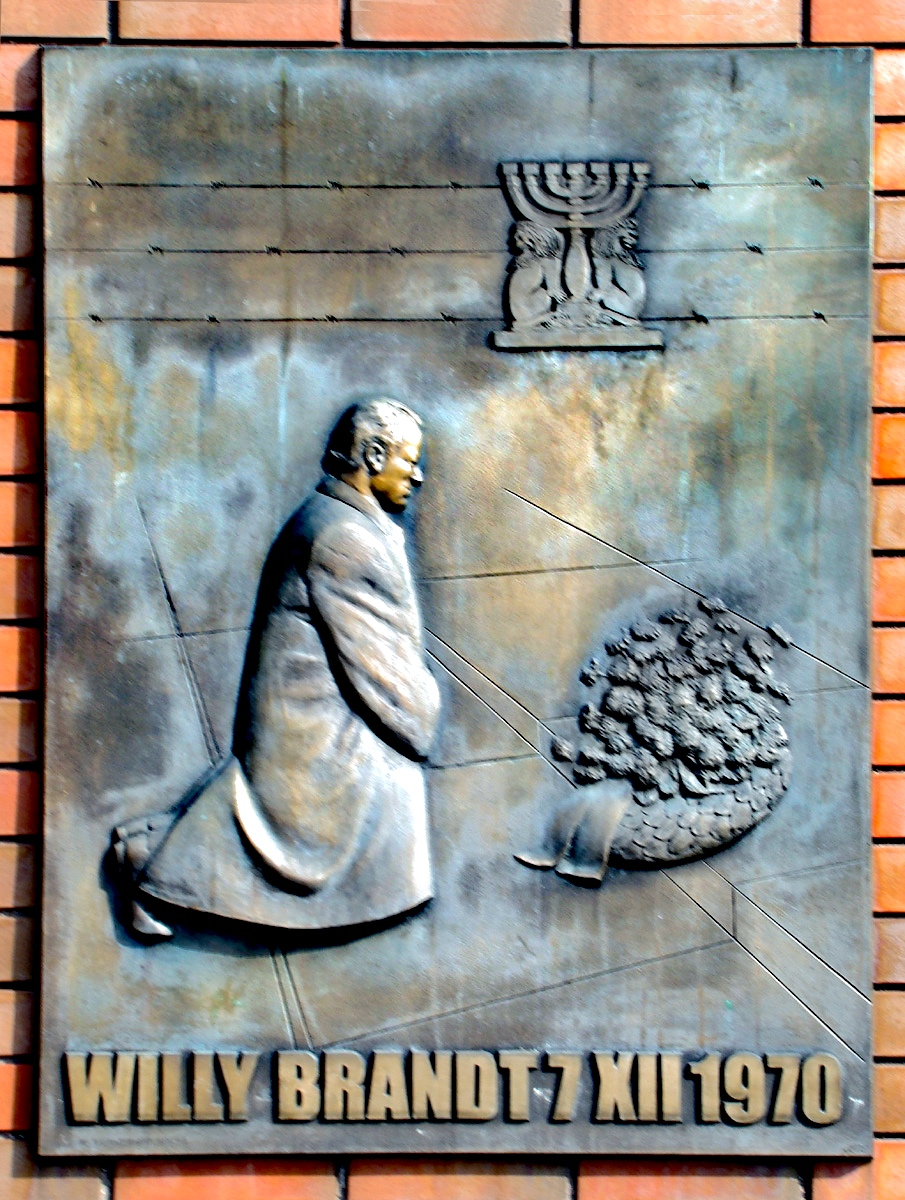
en:Warschauer Kniefall

### 1970
- 7 decembrie: Cancelarul federal Willy Brandt își surprinde asistența în momentul în care în loc să rămână în picioare, cade în genunchi în fața fostului Ghetto din Varșovia.

### Articole conexe
- Istoriografia Războiului Rece
- Cronologia Uniunii Europene
- Cronologia Istoriei Statelor Unite ale Americii
- Istoria Statelor Unite ale Americii între anii 1945-1964
- Istoria Statelor Unite ale Americii între anii 1945-1964-1980
- Căderea regimurilor comuniste în Europa